# Blinne
La Blinne ou Blindenbach est une rivière suisse et un affluent gauche du Rhône.

## Parcours
De type glaciaire, cette rivière est un affluent de la rive gauche du Rhône dans le Haut-Valais. Elle se situe dans la vallée de Blinne ou Blindenthal et prend sa source au pied du Blinnenhorn, au glacier de Blinne. Pour rejoindre le Rhône après un parcours de 5 km, en aval de Reckingen à la cote 1 310 m.